# Otto Wilhelm Masing
Otto Wilhelm Masing (ur. 8 listopada 1763 w Lohusuu, zm. 15 marca 1832 w Äksi) – językoznawca i pastor pochodzenia estońsko-szwedzkiego. 
Z wykształcenia był teologiem. Studia odbył na Uniwersytecie w Halle (1783–1786). Był pastorem w Lüganuse (1788–1795), w Viru-Nigula (1795–1815) oraz w Äksi (1815–1832), a także prepozytem w Tartumaa (od 1821).
Domagał się poprawy warunków szkolnych dla chłopstwa i tworzenia literatury edukacyjnej dla szkół;
sam wydawał m.in. elementarze (ABD ehk Luggemise-Ramat Lastele kes tahawad luggema öppida; pierwsze wydanie 1795) oraz podręczniki do religii i historii biblijnej.
Wnosił o prawa sankcjonujące status języka estońskiego. Dążył do ujednolicenia, wzbogacenia i popularyzacji języka pisanego, przedstawiając też pewne propozycje jego poprawy.
Wydał esej Ehstnische Originalblätter für Deutsche  (1816) mający służyć jako narzędzie do nauki języka estońskiego. Opracował wielki słownik języka estońskiego (rękopis zaginął).
Wprowadził literę õ do alfabetu estońskiego na oznaczenie samogłoski [ɤ] (półprzymkniętej tylnej niezaokrąglonej).